# Ulf Widengren
Ulf Nils Joel Widengren, född 20 oktober 1931 i Söderhamn, död 18 november 1987 i Saltsjöbaden, var en svensk direktör.
Widengren, som var son till gymnastikdirektör Rudolf Widengren och Edith Lindström, avlade ingenjörsexamen vid högre tekniska läroverket i Örebro 1952, reservofficersexamen 1954 och diplomerades från Handelshögskolan i Stockholm 1961. Han var anställd vid AB Sidenhuset i Stockholm 1954–1958 vid TGO i Liberia 1958-–1963, blev direktörsassistent vid AB Gylling & Co 1964, ekonomidirektör där 1966, direktörsassistent vid Maynardföretagen 1968, administrativ direktör vid Barnängen AB 1969, vice verkställande direktör där 1971, verkställande direktör 1973, divisionschef i KemaNord AB 1973 och verkställande direktör i AB Astra 1977, en befattning han innehade till sin död. Han var styrelseledamot i FinansSkandic AB och Skandifond AB. Han var kapten i Kustartilleriets reserv sedan 1969.